# Menhir von Dossenbach
Der Menhir von Dossenbach (auch Der Stein genannt) ist ein vorgeschichtlicher Menhir bei Dossenbach, einem Ortsteil von Schwörstadt im Landkreis Lörrach in Baden-Württemberg. Er befindet sich im Gewann „Kalte Waid“.

## Lage
Der Stein befindet sich ostnordöstlich von Dossenbach in einem Waldstück. „Der Monolith steht auf dem Westabhang einer weiten, plateauartigen Kuppe (488,1 m) dicht über dem Talschluß eines seichten Trockentales. Auf der Westflanke desselben Tales steht knapp 850 m weiter süd-südwestlich der ‚Hunnenstein‘“.
Der Stein befindet sich zwar nur ca. 90 Meter südlich der Kreisstraße K6337 aber es führt kein Weg dorthin. Nur mit einem Navigationsgerät findet man den Stein im Unterholz.

## Fundgeschichte
„1948 wurde in einem Waldstreifen südlich der Kreisstraße Dossenbach–Wehr zwischen Pt. 454,0 m und 474,7 m ein Monolith aus grauem, körnigen Albtal-Granit entdeckt. Er war infolge einer Ausgrabung an seiner Basis in östlicher Richtung umgestürzt. […] Diesbezügliche Nachforschungen bei älteren Ortsansässigen, denen der menhirartige Monolith unter dem Namen ‚der Stein‘ (mdal. de Stai) wohlbekannt war, ergaben als mutmaßlichen Zeitpunkt der Ausgrabung das Jahr 1936. Bis dahin dürfte die Steinsäule noch aufrecht gestanden haben. Man wußte überdies zu berichten, daß der Granitblock schon Mitte der zwanziger Jahre hätte als Gedenkstein für ein Kriegerdenkmal in das Dorf abtransportiert werden sollen; er sei für diesen Zweck als zu niedrig befunden und deshalb an Ort und Stelle belassen worden. Der umgestürzte Monolith wurde 1963 wieder aufgerichtet.“

## Beschreibung
„Die Steinsäule ist schlank, kegelförmig, gut gerundet und jetzt noch 1,70 m lang. Sie weist keinerlei Spuren künstlicher Zurichtung auf. Die Spitze ist wohl beim Sturz um 0,20–0,30 m abgebrochen. Ebenso dürfte die völlig glatte Bruchfläche der annähernd kreisrunden Basis – Dm. 0,80 m – nicht natürlichen Ursprungs sein; beide Bruchflächen sind ziemlich frisch. Es besteht deshalb der Verdacht, daß der Monolith unten um ein größeres Stück verkürzt worden ist. Seine Länge (Höhe) dürfte daher ursprünglich mehr als 2 m betragen haben.“